# Botryobasidium intertextum
Botryobasidium intertextum é uma espécie de fungo pertencente à família Botryobasidiaceae.